# Orbinia americana
Orbinia americana är en ringmaskart som beskrevs av Francis Day 1973. Orbinia americana ingår i släktet Orbinia och familjen Orbiniidae. Inga underarter finns listade i Catalogue of Life.